# ACS 폴리 티미쇼아라
ACS 폴리 티미쇼아라(Asociația Club Sportiv Poli Timișoara)는 티미쇼아라를 연고로 하는 루마니아의 축구 클럽이다. 1921년 창단된 FC 폴리테흐니카 티미쇼아라가 해체된 후 2012년도에 ACS 레카슈가 티미쇼아라로 연고 이전을 하게 되면서 FC 폴리테흐니카 티미쇼아라의 감독과 선수들이 그대로 옮겨오며 현재의 명칭으로 바꾸게 되면서 재창단의 개념으로 되었다. 현재 루마니아 리가 I에 속해있으며 2016-17 시즌을 12위로 마감하였다.

## 역대 감독
| 감독            | 임기 |
| --------------- | ---- |
| 아드리안 네아가 | 2018 |